# Port de Vyborg
Le port de Vyborg (finnois : Viipurin satama, russe : Порт Выборгский) est un port situé dans la baie de Vyborg en Russie.

## Description
L'activité portuaire commence dès le Moyen Âge à la fondation de la ville de Vyborg.
Le canal du Saimaa ouvert en 1856 permet de relier les eaux intérieures finlandaises à Viipuri.
Le parcours initial passe par Linnasalmi et la baie Suomenvedenpohja, le parcours actuel passe à 3 km à l'ouest de  Linnasaari.
Avant la Seconde Guerre mondiale, le port est constitué du Port du sud, du port du nord et de quais à Siikaniemi (fi).
Le port sud était à l'endroit du port actuel, le port du nord était au nord du pont du château. 
Une voie ferrée parcourant toute la zone portuaire de Viipuri était reliée à la voie ferrée  Riihimäki – Saint-Pétersbourg. 
Dans les années 1930, Erkki Huttunen conçoit des bâtiments de style fonctionnaliste comme le moulin et le grenier de SOK.
Georg Jägerroos conçoit une cantine et le magasin central d'OTK (fi).
À proximité du port se trouvaient aussi les ateliers du chantier naval de Viipuri.

## Tonnages de marchandises
Les tonnages de marchandises sont depuis 2003:
| Année   | 2003 | 2004 | 2005 | 2006 | 2007 | 2008 | 2009 | 2010 | 2011 | 2012 | 2013 | 2014 |
| ------- | ---- | ---- | ---- | ---- | ---- | ---- | ---- | ---- | ---- | ---- | ---- | ---- |
| Tonnage | 1,08 | 1,36 | 0,90 | 1,25 | 1,11 | 1,30 | 1,18 | 1,09 | 1,10 | 1,46 | 1,51 | 1,66 |

## Galerie

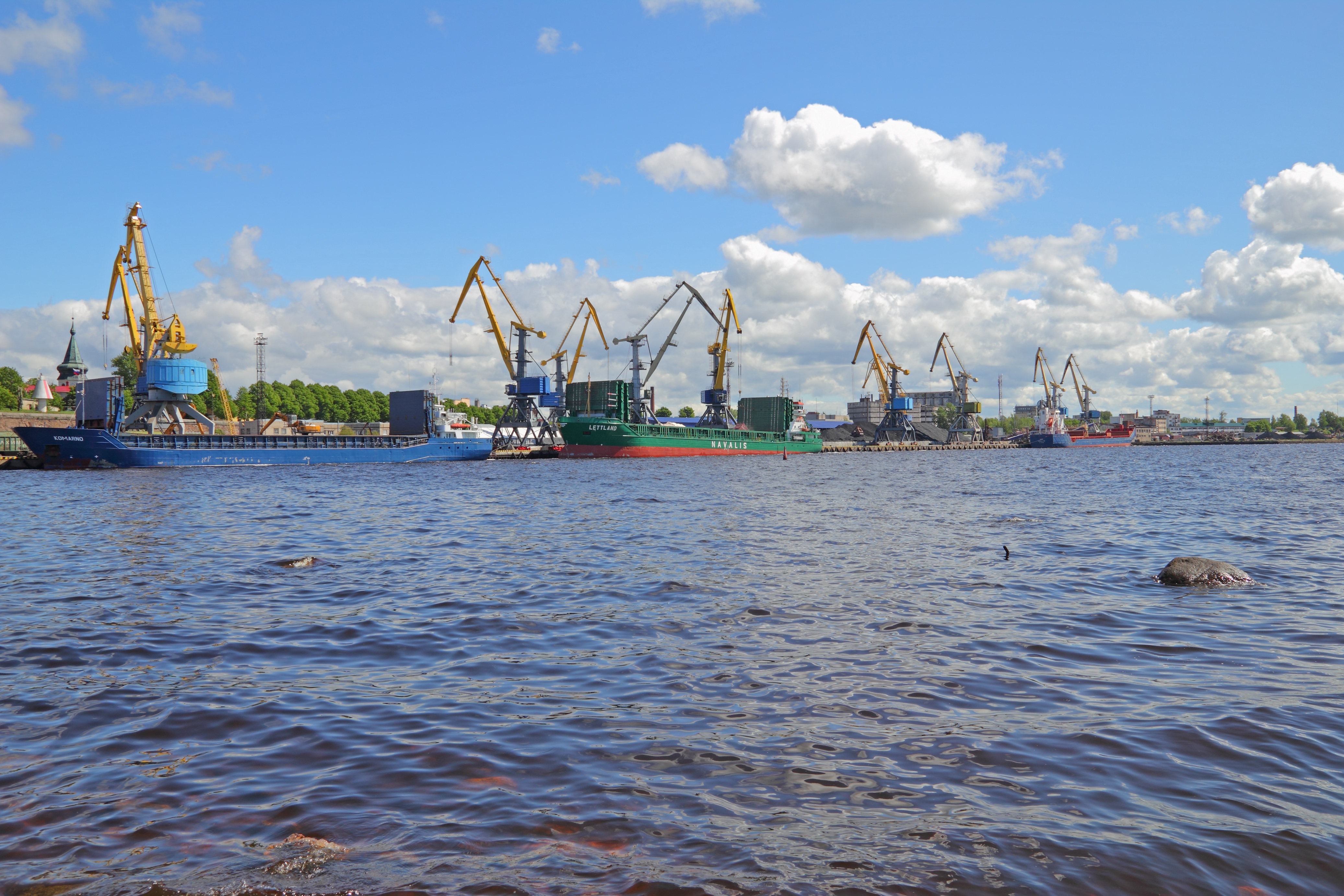
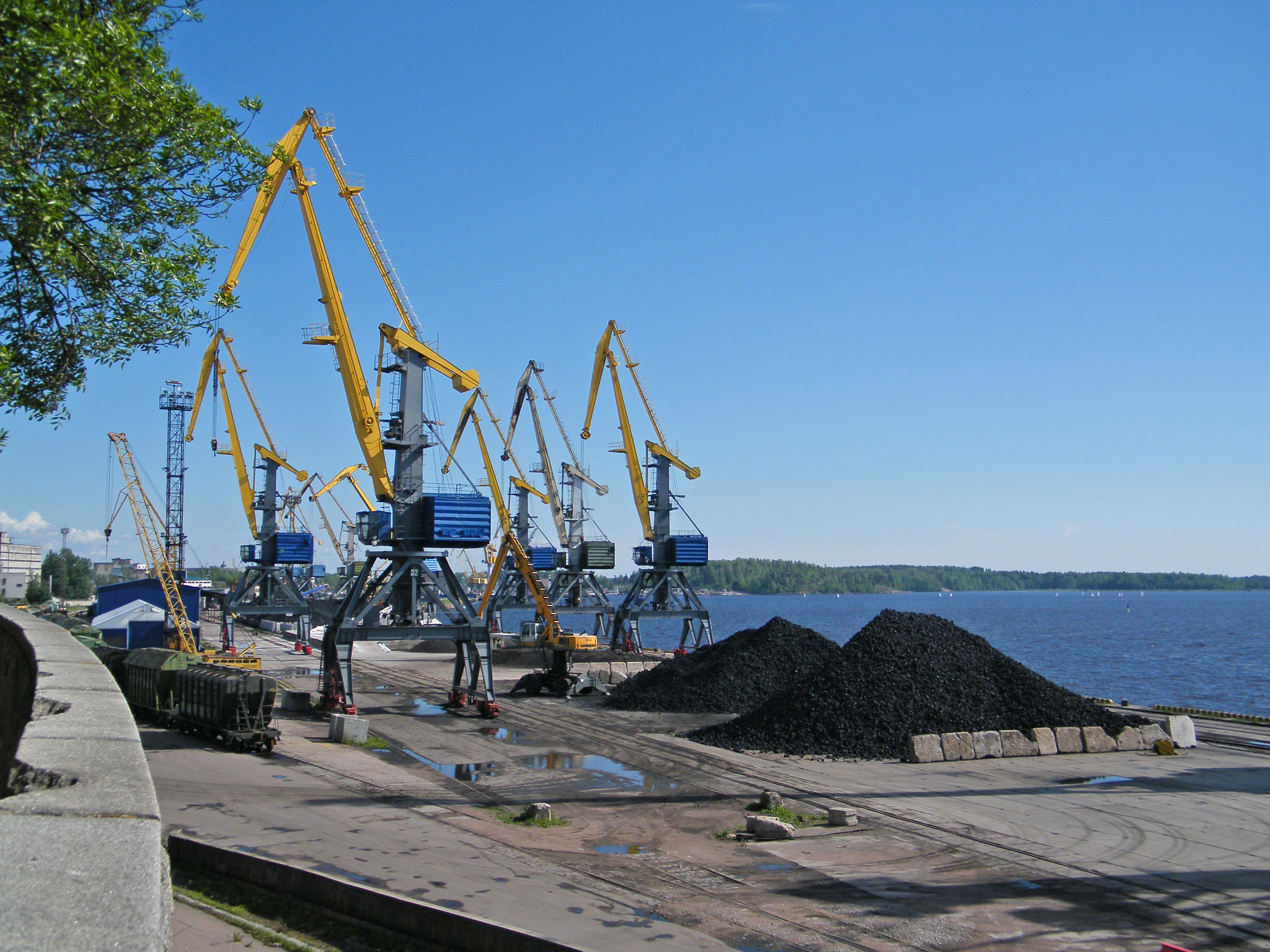